# Callback (програмування)

Колбек часто повертається на рівень того, хто його викликав.

У програмуванні, функція зворотного виклику, або колбек (від англ. callback) є частиною виконуваного коду, що передається як аргумент до іншого коду, який має викликати цей код у відповідь (call back), тобто виконати аргумент у певний момент часу. Виклик функції відбувається для організації дії у відповідь — негайної у випадку синхронної функції зворотного виклику (наприклад, ітерування колекції) або затриманої у випадку асинхронної (наприклад, виклик обробника подій після приходу даних з клавіатури). В усіх випадках намір полягає у тому, щоб вказати функцію або підпрограму як сутність, що, в залежності від мови, може бути більш чи менш схожою на змінну.
Мови програмування підтримують колбеки по-різному, часто реалізуючи їх як підпрограми, анонімні функції, блоки, або вказівники на функції. Часто колбеки використовують, щоб передавати замикання.

## Проєктування
Є два типи колбеків, вони відрізняються способом контролю потоку даних під час виконання: блокуючі колбеки (відомі як синхронні колбеки) і відкладені колбеки (також відомі як асинхронні колбеки). У той час, як блокуючі колбеки викликаються перед тим, як функція поверне результат, відкладені колбеки можуть виконуватися вже опісля того, як функція повернула результат. Відкладені колбеки часто використовуються в контексті операцій вводу-виводу або обробки подій і викликаються шляхом переривання одного та більшої кількості потоків чи іншим потоком у випадку багатопотоковості. Відповідно до своєї природи, блокуючі колбеки можуть працювати без переривань чи багатопотоковості, вони рідко використовуються для синхронізації або делегації роботи іншому потокові.
Колбеки використовуються, щоб програмувати у віконних системах. У цьому випадку застосунок надає посилання на певну функцію колбеку, яку має викликати операційна система, яка потім викликає властиві даному застосункові функції у відповідь на події на зразок кліків мишкою чи натискання на клавіші. Тут основною проблемою є керування привілеями та безпекою: у той час, як функція викликається операційною системою, вона не має виконуватися з тими ж привілеями, що й система. Для вирішення цієї проблеми використовуються кільця захисту.

## Наочні приклади
Уяви ситуацію: увечері ти маєш зустрітися з друзями у кав'ярні. Оскільки для тебе дуже важливо правильно вибрати столик, то ти кажеш чоловікові (або дружині): по дорозі на роботу зайди до кав'ярні і зателефонуй мені — порадимося щодо столика, коли будеш на місці і по телефону опишеш мені, які столики там є.
Це — приклад колбеку. До функції «вибериСтолик()» ти додаєш колбек-функцію «порадьсяЗіМноюПоТелефону()» і ось можливий псевдо-код для цього:
```
function
 
chooseBestTable
(
 
callBack
 
)
 
{
 

    
var
 
freeTables
 
=
 
[
tableOne
,
 
tableTwo
,
 
tableThree
];

    
callBack
(
 
freeTables
 
);

}

```

Або: Уяви, що ти печеш паску. Поставила пектися і пішла читати про колбеки, а щоб не проґавити її, ставиш на телефоні нагадування на 30 хвилин: «перевірити духовку». Тут вже маємо приклад колбеку: є процес випікання (немиттєвий), початок цього процесу (функція «початиВипікання()») і його колбек — твоє нагадування (функція «перевіритиВипікання()»). Колбек спрацює — і ти перевіриш духовку, можливо, паска вже готова. Без колбеку тобі прийшлося б сидіти усі 30 хвилин над духовкою. З колбеком можна дозволити собі трохи відволіктися і робити інші справи, бо колбек спрацює і нагадає.

## Втілення
Форма колбеків може бути різною у різних мовах програмування:
- В assembly, C, C++, Pascal, Modula2 і подібних до них мовах на машинному рівні передається вказівник на функцію як аргумент іншої (зовнішньої чи внутрішньої) функції. Це підтримується більшістю компіляторів та дає перевагу використання разом різних мов без спеціальних бібліотек чи класів-обгорток. Прикладом може бути Windows API, що більш чи менш напряму доступний з багатьох мов, компіляторів та асемблерів. Зворотньою стороною є те, що програміст має розуміти машинний рівень, також не працює контроль багатьох типів.
- C++ дозволяє об'єктам надавати їх власні реалізації операції виклику функцій. Стандартна бібліотека шаблонів приймає ці об'єкти (що звуться функторами), так само, як і вказівники функцій, як параметри для багатьох поліморфних алгоритмів.
- Багато інтерпретованих мов, на кшталт JavaScript, Lua, Python, Perl[1][2] та PHP, просто дозволяють передавати об'єкт функції.
- CLI-мови типу C# і VB.NET надають безпечне щодо типів включаюче посилання, «делегата», щоб визначити жорстко-типізований вказівник на функцію. Вони можуть використовуватися як колбеки.
- Події і обробники подій у мовах .NET надають загальний синтаксис колбеків.
- Функціональні мови в цілому підтримують функції першого класу, які можуть передаватися як колбеки до інших функцій, зберігатися як дані або повертатися з функцій.
- Деякі мови, такі як Algol 68, Perl, Python, Ruby, Smalltalk, C++11 та пізніші, новіші версії C# та VB.NET, а також більшість функціональних мов, дозволяють неіменованим блокам коду (анонімним функціям) передаватися замість посилань на функції, визначені деінде.
- В деяких мовах, типу Scheme, ML, JavaScript, Perl, Smalltalk, PHP (з версії 5.3.0),[3] C++11 та пізніших, та в багатьох інших, такі функції можуть бути замиканнями, тобто вони можуть використовувати та змінювати ті змінні, що були локально визначені у тому ж контексті, в якому була визначена функція.
- В об'єктно-орієнтованих мовах програмування без функції багатозначних аргументів, як Java до версії 1.7,[джерело?] колбеки можна симулювати, передаючи екземпляр абстрактного класу або інтерфейсу, у якому отримувач викличе один чи більше методів, у той час як той, хто викликає, надає конкретну реалізацію. Такі об'єкти є насправді пачкою колбеків[уточнити переклад], плюс дані, які вони мають обробити [прояснити]. Вони корисні у реалізації різних шаблонів дизайну типу Відвідувач, Оглядач, та Стратегія.

### Java
```
public
 
interface
 
CalcCallback
 
{

    
int
 
plus
(
int
 
x
,
 
int
 
y
);

}

public
 
class
 
Test2
 
{

    
private
 
Test
 
test
;

    
public
 
Test2
(
Test
 
test
)
 
{

        
this
.
test
 
=
 
test
;

    
}

    
public
 
void
 
calc
()
 
{

        
CalcCallback
 
callback
 
=
 
new
 
CalcCallback
()
 
{

            
@Override

            
public
 
int
 
plus
(
int
 
x
,
 
int
 
y
)
 
{

                
return
 
x
 
+
 
y
;

            
}

        
};

        
test
.
calcViaCallback
(
callback
);

    
}

}

public
 
class
 
Test
 
{

    
int
 
x
 
=
 
5
;

    
int
 
y
 
=
 
12
;

    
public
 
void
 
calcViaCallback
(
CalcCallback
 
callback
)
 
{

        
int
 
sum
 
=
 
callback
.
plus
(
x
,
 
y
);

        
System
.
out
.
println
(
sum
);

    
}

}

public
 
class
 
Main
 
{

    
public
 
static
 
void
 
main
(
String
[]
 
args
)
 
{

        
Test
 
test
 
=
 
new
 
Test
();

        
Test2
 
test2
 
=
 
new
 
Test2
(
test
);

        
test2
.
calc
();

    
}

}

```

### JavaScript
Колбеки використовуються в мовах подібних до JavaScript, включаючи підтримку функцій як колбеків через js-ctypes і в компонентах типу addEventListener. Ось простий приклад колбеку:
```
function
 
someAction
(
x
,
 
y
,
 
someCallback
)
 
{

    
return
 
someCallback
(
x
,
 
y
);

}

function
 
calcProduct
(
x
,
 
y
)
 
{

    
return
 
x
 
*
 
y
;

}

function
 
calcSum
(
x
,
 
y
)
 
{

    
return
 
x
 
+
 
y
;

}

// alerts 75, the product of 5 and 15

alert
(
someAction
(
5
,
 
15
,
 
calcProduct
));

// alerts 20, the sum of 5 and 15

alert
(
someAction
(
5
,
 
15
,
 
calcSum
));

```

Спочатку функція someAction визначається з аргументом-колбеком someCallback. Потім, як можливий колбек для someAction, визначається функція calcProduct. Інші функції також можуть використовуватися для  someCallback, наприклад calcSum. У цьому прикладі someAction() викликається двічі: спочатку використовуючи як колбеку calcProduct, і ще раз — як колбек маючи calcSum. Функції повертають відповідно добуток та суму, що потім відображаються на екрані за допомогою alert.
У цьому простому прикладі колбеки використовуються переважно для демонстрації принципу. Можна викликати колбеки як звичайні функції: calcProduct(x, y). Колбеки корисні тоді, коли функція має виконати дії перед викликом колбека, або коли функція не має (або не може мати) результату для повернення через return, як у випадках асинхронного JavaScript (побудованого на таймерах) або запитів XMLHttpRequest. Корисні приклади можна знайти в бібліотеках JavaScript типу jQuery, де метод each() проходить по об'єкту типу масива, а перший аргумент є колбеком, що виконується на кожній ітерації.

### Swift
```
func
 
relatedValue
(
value
:
 
Bool
,
 
callback
:
 
Int
 
->
 
())
 
{

    
callback
(
value
 
?
 
150
 
:
 
25
)

}

// скорочений вигляд замикання, без захоплення посилання на змінні 

relatedValue
(
true
)
 
{
 
value
 
in

    
println
(
"result value is: 
\(
value
)
"
)

}

// або

relatedValue
(
true
,
 
callback
:
 
{
 
value
 
in

    
println
(
"result value is: 
\(
value
)
"
)

})

// також приклад застосування при ініціалізації об'єкта

class
 
A
 
{

    
var
 
someValue
:
 
String
?

    
init
(
completion
:
 
A
 
->
 
Void
)
 
{

        
completion
(
self
)

    
}

}

let
 
a
 
=
 
A
 
{

    
$0
.
someValue
 
=
 
"This is initial value!"

}

```

### Scala
```
def
 
callbackMethod
(
a
:
 
Int
,
 
b
:
 
Int
,
 
c
:
 
Int
 
=>
 
Unit
)
 
=
 
{

   
c
(
a
 
+
 
b
)

}

callbackMethod
(
2
,
 
2
,
 
{
 
result
 
=>
 
println
(
result
)
 
})

```

### C
```
#include
 
<stdio.h>

 

// В мові С колбеки реалізуються шляхом передачі вказівника на функцію

// Визначимо тип callback_t, що являтиме собою вказівник на функцію, що

// повертає int і приймає як аргументи два числа типу int

typedef
 
int
 
(
*
 
callback_t
)(
int
,
 
int
);

 

int
 
apply_callback
(
int
 
x
,
 
int
 
y
,
 
callback_t
 
some_callback
)

{

   
return
 
(
*
some_callback
)(
x
,
 
y
);

}

 

int
 
add_callback
(
int
 
x
,
 
int
 
y
)

{

    
return
 
x
 
+
 
y
;

}

 

int
 
mul_callback
(
int
 
x
,
 
int
 
y
)

{

    
return
 
x
 
*
 
y
;

}

 

int
 
main
()
 

{

    
printf
(
"10 + 35 = %d
\n
"
,
 
apply_callback
(
10
,
 
35
,
 
add_callback
));

    
printf
(
"10 * 35 = %d
\n
"
,
 
apply_callback
(
10
,
 
35
,
 
mul_callback
));

    
return
 
0
;

}

```

### C#
```
class
 
CallbackExample

{

        
// Ключове слово "delegate" у C# означає, що ви задаєте визначення нового типу. Цей тип наслідується від System.Delegate, котрий надає механізм виклику методів за їх посиланням

        
// Коли ви вказуєте метод, що узгоджується з сигнатурою, визначеною делегатом, як аргумент відповідного типу, буде створено новий екземпляр делегованого типу, всередині якого буде збережено вказівник на переданий метод

        
// Надалі ви можете використовувати цей екземпляр як звичайний метод (метод Calculate добре демонструє це)

	
public
 
delegate
 
int
 
BinaryOperationCallbackDelegate
(
int
 
operand1
,
 
int
 
operand2
);

        
// Узгоджується з сигнатурою BinaryOperationCallbackDelegate, тому може використовуватись як аргумент типу BinaryOperationCallbackDelegate

	
public
 
int
 
AddCallback
(
int
 
operand1
,
 
int
 
operand2
)

	
{

		
return
 
operand1
 
+
 
operand2
;

	
}

        
// Узгоджується з сигнатурою BinaryOperationCallbackDelegate, тому може використовуватись як аргумент типу BinaryOperationCallbackDelegate

	
public
 
int
 
SubstractCallback
(
int
 
operand1
,
 
int
 
operand2
)

	
{

		
return
 
operand1
 
-
 
operand2
;

	
}

        
// Вимагає операнди, потрібні для методів типу BinaryOperationCallbackDelegate і сам метод цього типу для його зворотного виклику

	
public
 
int
 
Calculate
(
int
 
operand1
,
 
int
 
operand2
,
 
BinaryOperationCallbackDelegate
 
callback
)

	
{

		
int
 
result
 
=
 
callback
(
operand1
,
 
operand2
);

		
return
 
result
;

	
}

}

class
 
Program

{

	
static
 
void
 
Main
(
string
[]
 
args
)

	
{

		
const
 
int
 
operand1
 
=
 
10
;

		
const
 
int
 
operand2
 
=
 
20
;

		
CallbackExample
 
callbackExample
 
=
 
new
 
CallbackExample
();

		
Console
.
WriteLine
(
callbackExample
.
Calculate
(
operand1
,
 
operand2
,
 
callbackExample
.
AddCallback
));

		
Console
.
WriteLine
(
callbackExample
.
Calculate
(
operand1
,
 
operand2
,
 
callbackExample
.
SubstractCallback
));

		
Console
.
ReadLine
();

	
}

}

```

У більшості випадків вам цілком вистачить вбудованих делегатів типу: Action [Архівовано 7 липня 2015 у Wayback Machine.], Function [Архівовано 7 липня 2015 у Wayback Machine.], Predicate [Архівовано 6 липня 2015 у Wayback Machine.]

### Python
TODO: Колбеки у Python
```
def
 
someAction
(
x
,
 
y
,
 
someCallback
):

    
return
 
someCallback
(
x
,
 
y
)

def
 
calcProduct
(
x
,
 
y
):

    
return
 
x
 
*
 
y

def
 
calcSum
(
x
,
 
y
):

    
return
 
x
 
+
 
y

# виводить 75, добуток 5 та 15

print
 
someAction
(
5
,
 
15
,
 
calcProduct
)

# виводить 20, суму 5 та 15

print
 
someAction
(
5
,
 
15
,
 
calcSum
)

# приклад використання лямбда-функцій

numbers
 
=
 
[
 
num
 
for
 
num
 
in
 
range
(
20
)
 
]

# ітерація по списку, і відсіювання елементів відповідно до значення, яке поверне лямбда-функція (предикат)

# непарні числа

odd_numbers
 
=
 
list
(
filter
(
lambda
 
n
:
 
n
 
%
 
2
 
==
 
1
,
 
numbers
))

# парні числа

even_numbers
 
=
 
list
(
filter
(
lambda
 
n
:
 
n
 
%
 
2
 
==
 
0
,
 
numbers
))

# вивід двох нових списків із відсіяними значеннями

print
(
'odd numbers'
,
 
odd_numbers
)

print
(
'even numbers'
,
 
even_numbers
)

```

### Ruby
```
# Викликає переданий блок коду, передаючи вхідний параметр у блок, як вхідний аргумент

# Params:

# +param+:: параметр, який буде переданий блоку коду

def
 
call_block_with_param
(
param
)

	
yield
 
param

end

# Викликає передану процедуру, передаючи вхідний параметр у неї, як вхідний аргумент

# Params:

# +param+:: параметр, який буде переданий у процедуру

# +procedure+:: +Proc+ процедура, яку потрібно викликати із переданим аргументом

def
 
call_proc_with_param
(
param
,
 
procedure
)

	
procedure
.
call
 
param

end

# Викликає переданий лямбда вираз, передаючи вхідний параметр у неї, як вхідний аргумент

# Params:

# +param+:: параметр, який буде переданий у лямбду

# +lamda+:: лямбда вираз, який потрібно викликати із переданим аргументом

def
 
call_lambda_with_param
(
param
,
 
lamda
)

	
lamda
.
call
 
param

end

call_block_with_param
 
(
"Hello"
)
 
{
 
|
param
|
 
puts
 
"
#{
param
}
"
 
}

procedure
 
=
 
Proc
.
new
 
do
 
|
param
|

	
puts
 
"
#{
param
}
"

end

call_proc_with_param
(
"Hello"
,
 
procedure
)

call_lambda_with_param
(
"Hello"
,
 
lambda
 
{
 
|
param
|
 
puts
 
"
#{
param
}
"
 
}
 
)

```

### Lua
```
-- функція, яка опрацьовує елементи переданого їй масиву по черзі, і формує новий масив перетворених функцією callback елементів

function
 
processArray
(
array
,
 
callback
)

  
local
 
outputTable
 
=
 
{}

  
for
 
i
,
 
elem
 
in
 
ipairs
(
array
)
 
do

    
local
 
tmp
 
=
 
callback
(
elem
)

    
table.insert
(
outputTable
,
 
tmp
)

  
return
 
outputTable

end

function
 
square
(
x
)

  
return
 
x
 
*
 
x

end

local
 
numbers
 
=
 
{
 
1
,
 
2
,
 
3
,
 
4
,
 
5
,
 
6
,
 
7
,
 
8
,
 
9
 
}

local
 
squares
 
=
 
processArray
(
numbers
,
 
square
)

for
 
i
,
 
number
 
in
 
squares
 
do

  
print
(
number
,
 
", "
)

end

```

## Зноски
1. ↑  Perl Cookbook - 11.4. Taking References to Functions. Архів оригіналу за 10 квітня 2008. Процитовано 3 березня 2008.
2. ↑  Advanced Perl Programming - 4.2 Using Subroutine References. Архів оригіналу за 5 липня 2008. Процитовано 3 березня 2008.
3. ↑  PHP Language Reference - Anonymous functions. Архів оригіналу за 4 липня 2015. Процитовано 8 червня 2011.
4. ↑  Callbacks. Mozilla Developer Network. Архів оригіналу за 5 листопада 2012. Процитовано 13 грудня 2012. [Архівовано 5 листопада 2012 у Wayback Machine.]
5. ↑  Creating Javascript Callbacks in Components. Mozilla Developer Network. Архів оригіналу за 3 листопада 2013. Процитовано 13 грудня 2012. [Архівовано 3 листопада 2013 у Wayback Machine.]